# Bertrand von Orléans-Braganza

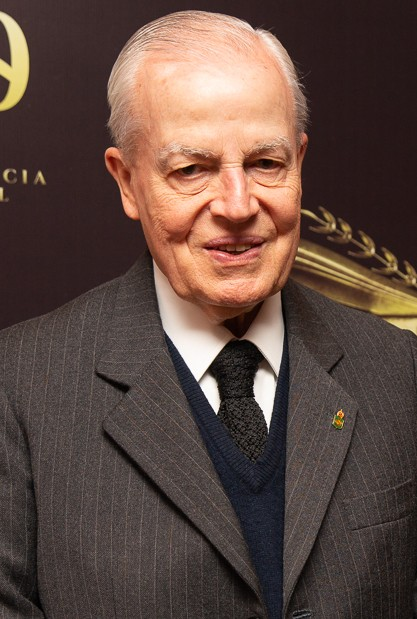
Prinz Bertrand (2022)

Dom Bertrand, Prince of Brazil (* 2. Februar 1941 als Bertrand Maria José Pio Januário Miguel Gabriel Raphael Gonzaga in Mandelieu-la-Napoule, Frankreich) ist das Oberhaupt eines Zweiges des ehemaligen brasilianischen Kaiserhauses und ein Anwärter auf den nicht mehr existierenden brasilianischen Thron, er trat im Juli 2022 die Nachfolge seines Bruders Luiz von Orléans-Braganza an.
Der Vassouras-Zweig beansprucht den Thron gegen den Petrópolis-Zweig der Orléans-Braganzas, angeführt von Pedro Carlos. Sowohl Bertrand als auch Pedro Carlos – die Väter waren jeweils Cousins – sind Urenkel von Isabella von Brasilien (Tochter von Kaiser Peter II.), aus dem Haus Braganza, und stritten um die dynastische Führung über die nicht anerkannte brasilianische Kaiserfamilie.

## Frühe Lebensjahre

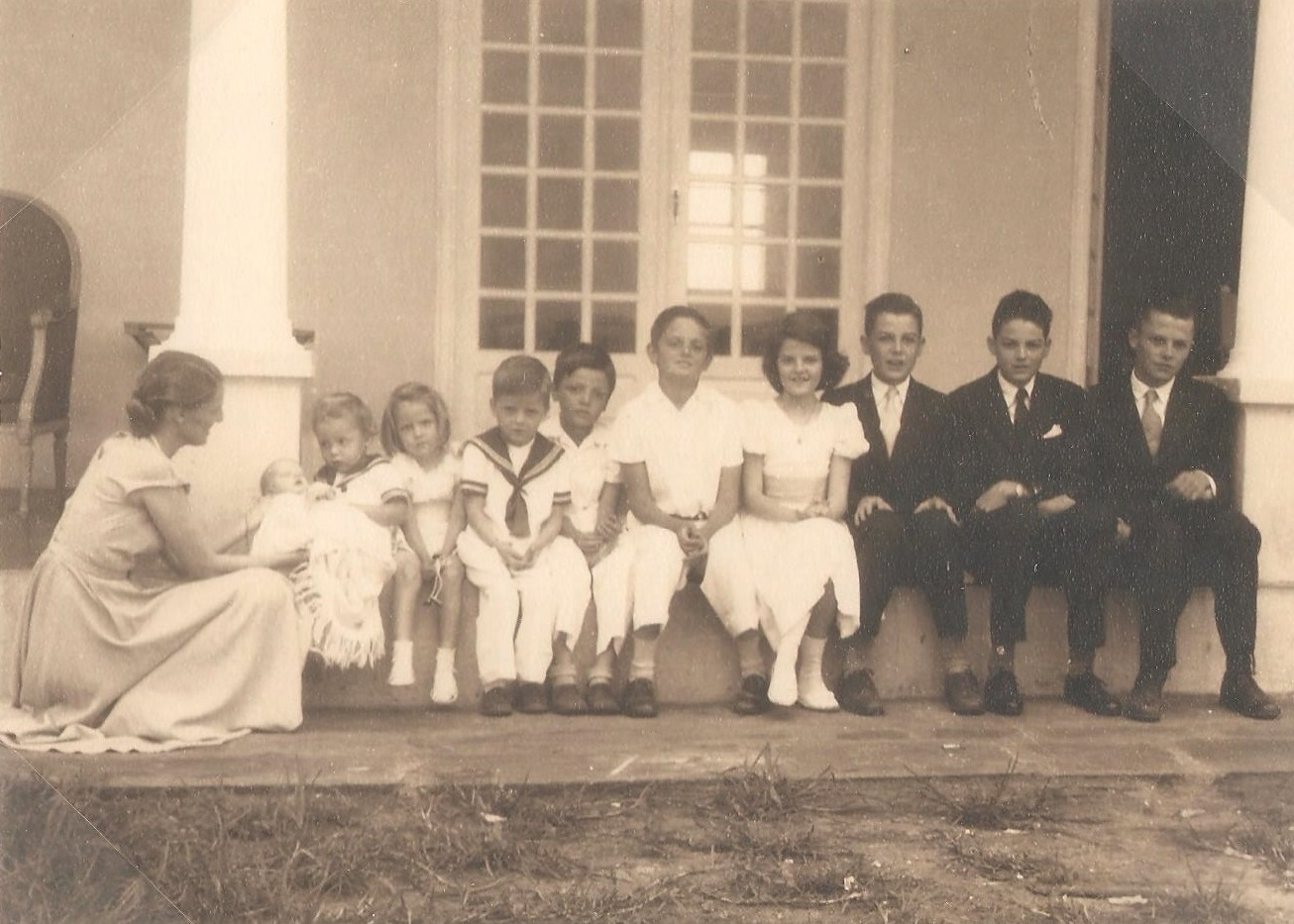
Bertrand (Dritter von rechts) mit seiner Mutter und seinen Geschwistern, 1957.

Bertrand von Orléans-Braganza ist der dritte Sohn von Pedro Henrique von Orléans-Braganz und Prinzessin Maria Elisabeth von Bayern. Seine älteren Brüder sind der Reihe nach Luiz von Orléans-Braganza, der behauptete, bis 2022 Oberhaupt der brasilianischen Kaiserfamilie zu sein, und Eudes von Orléans-Braganza, der auf seine dynastischen Rechte auf den brasilianischen Thron verzichtete, um eine Bürgerliche zu heiraten. 
Wie seine beiden älteren Brüder wurde Bertrand 1941 in Südfrankreich geboren, obwohl das der Familie bereits 1920 auferlegte Exil widerrufen worden war, aufgrund des Zweiten Weltkriegs. Er kam nach dem Ende des Konflikts nach Brasilien.
In Brasilien ließ sich die Familie zunächst im Grão-Pará-Palast im Bundesstaat Rio de Janeiro nieder, wo er einen Teil seines Sekundarstudiums in der Jesuitenkirche St. Ignatius-College verbrachte. Später zog seine Familie nach Paraná, wo sein Vater eine Farm kaufte und Bertrand seine Kindheit verbrachte. Mit 18 Jahren ging er nach São Paulo, wo er 1964 einen Bachelor-Abschluss in Rechtswissenschaften an der Fakultät für Rechtswissenschaften der Universität von São Paulo erwarb. Er lebt immer noch in São Paulo.

## Erziehung und Glaube
Schon in jungen Jahren erhielt er eine katholische Ausbildung und kam über seinen Vater zum Studium der Lehre und die Analyse der nationalen und internationalen Ereignisse. Er beteiligte sich mit Begeisterung an den akademischen und ideologischen Kämpfen, die Brasilien in der ersten Hälfte der sechziger Jahre prägten.
Abgerundet wurde seine Ausbildung durch häufige Reisen nach Europa, von denen eine während der gesamten Ersten Sitzung des Zweiten Vatikanischen Konzils stattfand, als er für das große Ereignis engen Kontakt mit der katholischen Intelligenz nach Rom aufnahm. Bertrand von Orléans-Braganza ist Zivilpilot und Reservist der brasilianischen Luftwaffe.
Neben Portugiesisch, seiner Muttersprache, spricht Bertrand fließend Französisch und Spanisch.

## Späteres Leben

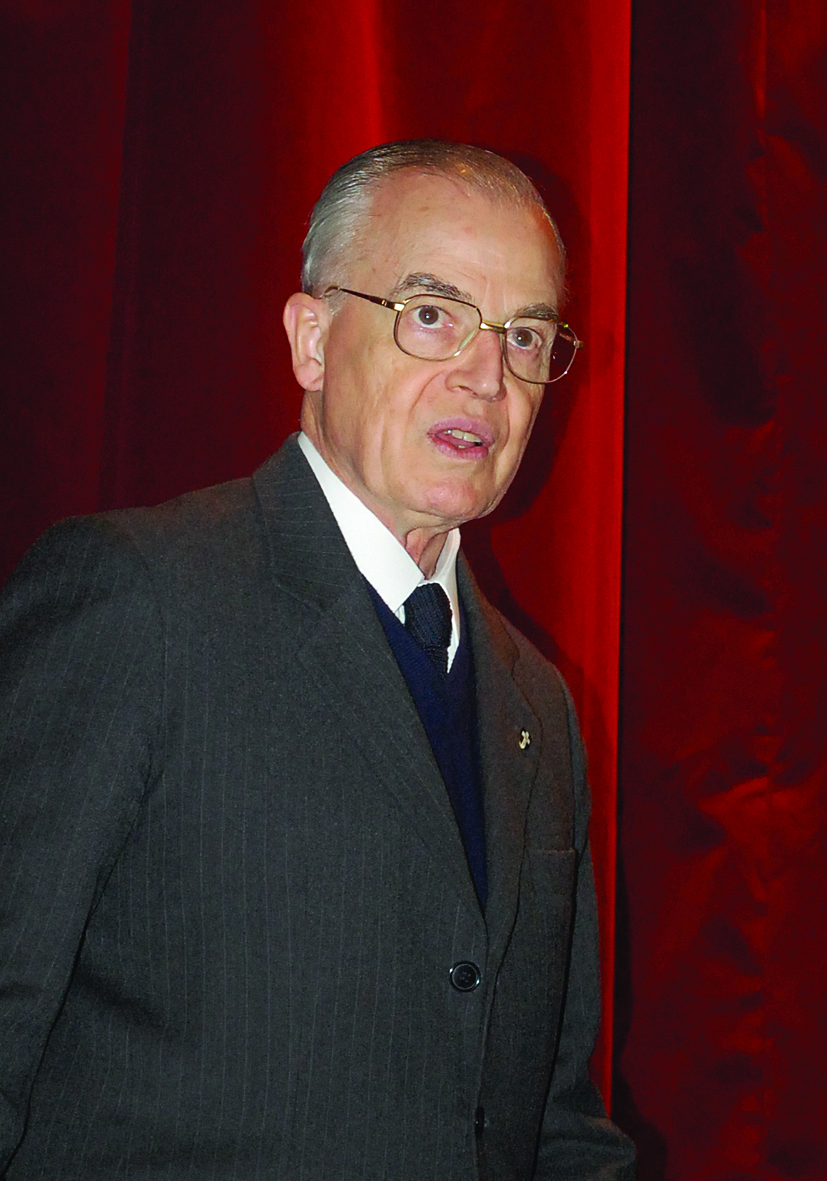
Bertrand im Jahr 2011

Er ist nicht verheiratet und hat keine Nachkommen, sein dynastischer Erbe war bis zu seinem Tod im Jahr 2024 sein jüngerer Bruder Antonio von Orléans-Braganza, der mit einer belgischen Aristokratin, Prinzessin Christine von Ligne, mit Nachkommen verheiratet war.
Sowohl er als auch sein älterer Bruder Luiz spielten eine Hauptrolle im Wahlkampf für die Volksabstimmung 1993, die seit der Ausrufung der Republik die bisher einzige wirkliche Chance für eine Rückkehr der Monarchie darstellte. Darin wurde das Volk aufgefordert, zu wählen, welche Regierungsform (präsidial oder parlamentarisch) und welche Staatsform (Republik oder konstitutionelle Monarchie) Brasilien sollte haben. Die monarchistische Sache war nicht erfolgreich und erhielt nur 13,4 % der Stimmen.

## Öffentliche Funktionen
In den letzten Jahren ist Bertrand Koordinator und Sprecher der Bewegung Paz no Campo (Frieden auf den Feldern) und ist durch ganz Brasilien gereist, um vor Bauern und Unternehmern Vorträge über die Verteidigung des Privateigentums und des freien Unternehmertums zu halten.
Als Aktivist und Sprecher des brasilianischen Kaiserhauses für die Wiederherstellung der Monarchie hat Bertrand in den nationalen Medien und gelegentlich auch in internationalen Medien an Bedeutung gewonnen, mit dem Aufstieg und der Verbreitung monarchistischer Bewegungen im ganzen Land. Er nimmt jährlich an öffentlichen Treffen mit Monarchisten teil, ebenso an anderen Treffen und Vorträgen, oft auf Einladung privater Institutionen, kommunaler Regierungen und gesetzgebende Versammlungen, hauptsächlich für öffentliche Veranstaltungen im Zusammenhang mit der monarchischen Vergangenheit Brasiliens. Trotz der Kampagne ist die monarchistische Bewegung politisch immer noch klein, mit 11 % Unterstützung in der Bevölkerung, laut einer Umfrage.

## Politische Meinungen
Bertrand vertritt typisch konservative Ideen: Er ist gegen gleichgeschlechtliche Ehen, befürwortet die Illegalität von Abtreibungen und ist gegen die Abgrenzung indigenen Territoriums in Brasilien. Er hat auch den Progressivismus von Papst Franziskus kritisiert, obwohl er ihn als legitimen Papst anerkennt.